# Richard Körner
Richard Körner, Edler von Siegringen (* 24. Mai 1874 in Josefstadt bei Komorn; † 18. Juni 1915 in Görz) war ein österreichischer Offizier, der als Oberstleutnant des Artilleriestabes der österreichisch-ungarischen Streitkräfte im Ersten Weltkrieg diente. Er war der jüngere Bruder des späteren Bundespräsidenten Theodor Körner.

## Leben

### Herkunft
Geboren 1874 als jüngerer Sohn des Artilleriehauptmannes Theodor Karl Körner, wuchs Richard mit seinen Geschwistern – er hatte auch noch eine ältere Schwester namens Rosa Antonia – in bescheidenen Verhältnissen auf. Schon die Kaution für seine Heirat mit Karoline Fousek 1871 hatte sein Vater nur mit einer Hypothek auf die Gastwirtschaft seines Schwiegervaters Leopold Fousek aufbringen können.
Die geringe Pension zwang die Familie nach der im Juli 1878 erfolgten unfallbedingten Verabschiedung des kaum 50-jährigen Hauptmannes Theodor Karl Körner schließlich 1884 zu einer Übersiedlung nach Wien, wo sich der Vater im Finanzministerium als Kanzleischreiber (Diurnist) für drei Kronen am Tag verdingte. Diese Tätigkeit übte er lange Jahre bis knapp vor seinem Tode (1917) aus. Am 9. April 1900 wurde er aufgrund der Bestimmungen über den „systemmäßigen Adel“ für Offiziere in den erblichen österreichischen Adelsstand erhoben. Berücksichtigt wurde dabei, dass er in den italienischen Feldzügen von 1848/49 und 1859 sowie 1866 ehrenhaft gekämpft hatte. Dies berechtigte ihn, seine Frau und seine ehelichen Nachkommen zur Führung des Prädikates „Edle(r) von Siegringen“. Finanzielle Vorteile waren damit aber nicht verbunden. Daher musste er weiterhin als Diurnist arbeiten. 1910 wurde er gemeinsam mit seinen beiden Söhnen zum Major ad honores befördert.

### Jugend und Offiziersausbildung
Richard Körner erhielt im Alter von zehn Jahren einen Freiplatz an der Militäroberrealschule in Mährisch-Weißkirchen. Nach dem Schulabschluss trat er in die Armee ein und wählte als Waffengattung wie sein Vater die Artillerie. Am 18. August 1894 wurde er gemeinsam mit seinem Bruder Theodor als Absolvent der Technischen Militärakademie in Wien als Leutnant ausgemustert. 1897 bis 1899 besuchte er den höheren Artilleriekurs an der Technischen Militärakademie in der Wiener Stiftskaserne mit sehr gutem Erfolg und Rangziffer drei von insgesamt 45 Teilnehmern. Schon im Frieden erhielt er wie sein Bruder hohe Auszeichnungen: 1910 das Militärverdienstkreuz III. Klasse und 1913 den Orden der Eisernen Krone III. Klasse in Würdigung seiner hervorragenden Leistungen.

## Erster Weltkrieg
Nach Kriegsausbruch wurde Richard Körner, inzwischen zum Oberstleutnant avanciert, wie sein Bruder zum Oberkommando der Balkanstreitkräfte versetzt und Feldmarschallleutnant Alfred Krauß, dem Generalstabschef der Balkanstreitkräfte, als Artilleriereferent zugeteilt. Dieser befahl am 27. Mai 1915, also vier Tage nach der Kriegserklärung Italiens die gesamte schwere Artillerie für die Verteidigung des Görzer Brückenkopfes einzusetzen.

### Retter von Görz
Oberstleutnant des Artilleriestabes Richard Körner traf noch am selben Tag eine schwere Artillerie-Brigade, die gerade im Begriff war, ihre schweren Geschütze durch einen Rückzug in den Raum Laibach in Sicherheit zu bringen. Körner befahl sofort den Rückmarsch nach Görz und den umgehenden Stellungsbezug sowie die sofortige Aufnahme des Feuerkampfes gegen die Angreifer.
Damit rettete er, obwohl ein gegenteiliger Befehl des Kommandos der Südwest-Front vorlag, den Brückenkopf Görz und schuf damit die Voraussetzung für den Aufbau der eigentlichen Isonzofront, womit er sich als Anwärter für den Militär-Maria-Theresien-Orden qualifizierte, und als „Retter von Görz“ in die österreichische Militärgeschichte einging.
Oberstleutnant Richard Körner fuhr dabei selbst mit einem 30,5-cm-M.11-Mörser wiederholt weit vor die eigenen Infanterielinien, um aus zehn Kilometer Entfernung – das war die Höchstschussweite dieser kurzläufigen Geschütze – Feuerüberfälle auf den Bahnhof von Cormòns durchzuführen, wo die Italiener ihre gesamten für den Angriff gegen Görz vorgesehenen Verstärkungen entluden. Es handelte sich dabei um eine damals einzig dastehende Waffentat, die bisher noch niemand aus Sorge vor einem Geschützverlust gewagt hatte.
Für den Gegner hatte aber der Beschuss mit den großkalibrigen Granaten verheerende Folgen. Die Bahnanlagen wurden für lange Zeit zerstört, an eine Zufuhr frischer Kräfte war nicht mehr zu denken. Görz konnte damit bis zur sechsten Isonzoschlacht gehalten werden.
Durch die damit gewonnene Zeit konnten auch die bereitstehenden deutschen Truppen in die Kämpfe eingreifen, da zuerst der völkerrechtliche Status zwischen Deutschland und dem ehemals im Dreibund mit Deutschland und Österreich-Ungarn verbündeten Königreich Italien geklärt werden musste. Somit war es Körners Verdienst, die Voraussetzungen für eine erfolgreiche Verteidigung der Habsburger-Monarchie auch am Isonzo geschaffen zu haben.

### Leistungen und Tod
Auswirkung und Anerkennung seiner Leistungen zu erleben, war ihm allerdings nicht mehr vergönnt. Als am 17. Juni sein Auto von einer Granate getroffen wurde, waren seine Verletzungen derart schwer, dass er ihnen am nächsten Tag erlag.
Richard Körner steht in der Öffentlichkeit und in der Fachliteratur infolge seines kurzen Lebens – trotz seiner militärischen Leistungen – im Schatten seines ebenfalls militärisch sehr verdienten Bruders Theodor.
Richard Körners militärischem Können und vor allem seinem persönlichen Einsatz war es zu verdanken, dass nach der Kriegserklärung Italiens am 23. Mai 1915 an Österreich-Ungarn der österreichische Brückenkopf Görz nicht sofort überrannt wurde, sondern bis zur sechsten Isonzoschlacht gehalten werden konnte.
Für diese militärische Leistung sollte Richard Körner nach Ansicht des K.u.k. Kommandos der Südwest-Front, das am 7. Dezember 1915 auch einen diesbezüglichen Antrag stellte, das Ritterkreuz des Militär-Maria Theresien-Ordens erhalten. Nach jahrelanger kontroversieller Diskussion wurde er am 3. Oktober 1931 durch das Ordenskapitel lediglich der Goldenen Tapferkeitsmedaille für Offiziere für würdig befunden.

## Auszeichnungen
- 1898 Jubiläums-Erinnerungsmedaille für die bewaffnete Macht
- 1908 Militär-Jubiläumskreuz
- 1910 Militär-Verdienstkreuz III. Klasse
- 1913 Erinnerungskreuz 1912/13
- 1913 Orden der Eisernen Krone III. Klasse
- 1914 Kommandeurkreuz des Ordens der Krone von Rumänien
- 1914 Ritterkreuz des Leopolds-Ordens mit der Kriegsdekoration
- 1915 Militär-Verdienstkreuz II. Klasse mit der Kriegsdekoration (posthum)
- 1915 Eisernes Kreuz II. Klasse
- 1931 Goldene Tapferkeitsmedaille für Offiziere (durch Beschluss des MMTO-Kapitels für Görz im Mai 1915)